# 1052 هـ
1052 هـ هي سنة في التقويم الهجري امتدت مقابلةً في التقويم الميلادي بين سنتي 1642 و1643.

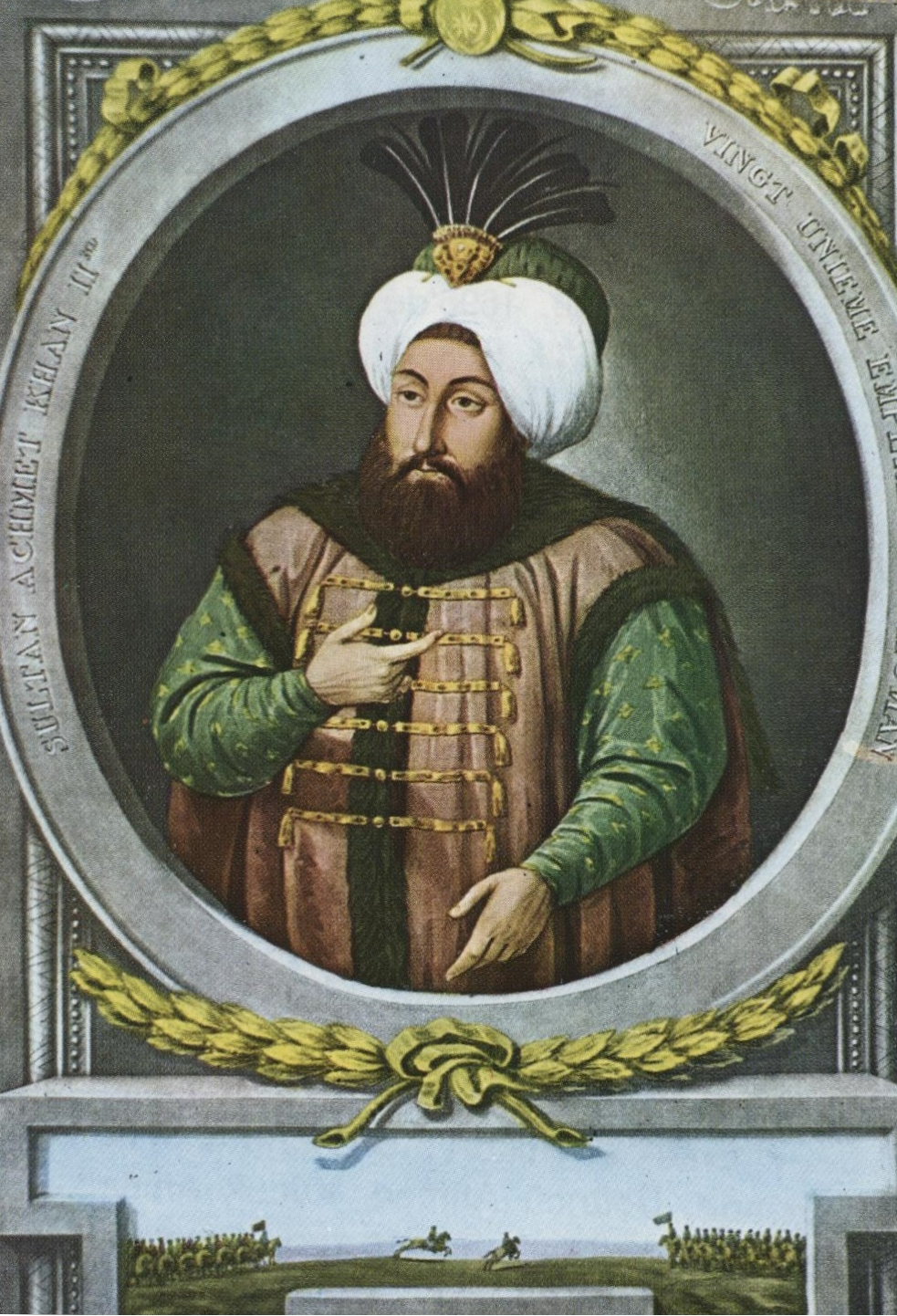
أحمد الثاني

## أحداث
- 11 جمادى الأولى، اغتيال أحمد بن إبراهيم شيخ زاوية تامكروت وانتقال أمر الزاوية إلى محمد بناصر الدرعي بوصية منه.

## مواليد
- ابن معصوم

## وفيات
- صفي الصفوي
- عبد الحق الدهلوي